# Бізь (Шалинський міський округ)
Бізь (рос. Бизь) — селище у складі Шалинського міського округу Свердловської області.
Населення — 38 осіб (2010, 61 2002).
Національний склад станом на 2002 рік: росіяни — 93 %.